# Милутин Петровић (песник)
Милутин Петровић (Краљево, 1. мај 1941 — Београд, 28. децембар 2020) био је српски песник. Био је уредник књижевних часописа Књижевна реч, Relations, те главни уредник Књижевних новина. Покретач је и главни уредник часописа Источник и Поезија. Један је од оснивача Српског књижевног друштва и његов први председник Управног одбора.

## Биографија
Милутин Петровић је рођен у Краљеву 1. маја 1941. Школовао се у Нишу и Београду. Живео је у Београду где је и преминуо 28. децембра 2020. Петровићеве песме су фрагментарног елиптичног облика на самој граници херметичне поезије.

### Песме
- Тако она хоће, Матица српска, Нови Сад, 1968.
- Дрзновено рождество, Просвета, Београд, 1969.
- Глава на пању, Просвета, Београд, 1971.
- Промена, СКЗ, Београд, 1974, Градска библиотека, Часопис Градац, Чачак,1994.
- Свраб, Просвета, Београд, 1977.
- Стихија, изабране и нове песме, Просвета, Београд, 1983.
- „О“, Просвета, Београд, 1990.
- Књига („О“ и Наопако), Свјетлост, Сарајево, 1991.
- Расправа с Месецом / Поезија снова, Време књиге, Београд, 1993.
- Нешто имам, Уметничко друштво Градац, Чачак, 1996.
- Наопако, Уметничко друштво Градац, Чачак, 1997.
- Против Поезије, Рад, Београд, 2007.
- Избор, Рад, Београд, 2007.
- ПоПев / приредио Марјан Чакаревић, Културни центар Новог Сада, Нови Сад, 2023.

### Избори из поезије на француском
- La tête sur le billot, Centre culturel de RSF Yougoslavie, Paris, 1982.
- Choix, Umetničko društvo Gradac, Čačak, 2007.

### Приређивач:
- And Livada Says / Raša Livada; selected by Milutin Petrović ; translated by Novica Petrović, Beograd : Treći Trg: Čigoja štampa, 2017.
- Попрскан знојем казаљки; Атлантида; Карантин / Раша Ливада; приредили и уредили ово издање Милутин Петровић, Борислав Радовић, Београд: Трећи трг: Чигоја штампа, 2017.
- О поезији / Раша Ливада ; приредили Бранко Кукић и Милутин Петровић, Чачак : Градац К, 2018.

## Награде
- Награда „Бранко Миљковић”, за књигу Глава на пању, 1971.
- Награда „Милан Ракић”, за књигу Промена, 1975.
- Награда „Жичка хрисовуља”, 1993.
- Дисова награда, 1994.
- Награда „Васко Попа”, за књигу Наопако, 1998.

## Изабрана литература
- Драган Стојановић, Ново и противречно, Политика, 4. XII 1971. (Глава на пању)
- Милан Комненић, Промена сцене, Књижевна критика, 1, 1972, 105-110 (Глава на пању)
- Срба Игњатовић, Песништво модерне експресије, Књижевне новине, 16. I 1972. (Глава на пању)
- Предраг Протић, Суморни говор Милутина Петровића, Књижевност, 2, 1972, 173-175 (Глава на пању)
- Богдан А. Поповић, Идеје модерне литературе у стиху, Савременик, 7, 1972, 79-81 (Глава на пању)
- Слободан Ракитић, Милутин Петровић или песник суштинског простора, у Милутин Петровић, Промена, Београд, 1974, 89-107 (поговор)
- Јасмина Лукић, У свету промене, Књижевна реч, ВИИИ-ИX, 1974. (Промена)
- Миодраг Јуришевић, Мирни уметник у тамном простору, Књижевна реч, VIII-IX, 1974. (Промена)
- Драган Стојановић, Модерност Промене Милутина Петровића, Књижевност, XI, 1974, 429-432.
- Поезија Милутина Петровића, Савременик, 10, 1977, 241-268 (Миодраг Перишић, Двојство и двобој с врагом, 241-254; Јасмина Лукић, Самосвест промене, 255-260; Предраг Протић, Целовити свет Милутина Петровића, 261-265; Момчило Параушић, Лектура беле интерпункције, 266-268)
- Павле Зорић, Песме језе и снова, Књижевне новине, 16. VI 1977. (Свраб)
- Јован Зивлак, Рукопис уписан на телу, Дневник, Нови Сад, 26. VI 1977. (Свраб)
- Александар Петров, Запис ноктом, у Поезија данас, Београд, 1980, 174-179.
- Радоман Кордић, Исто и друго, у Поезија и увид, Београд, 1982, 37-66.
- Миодраг Перишић, Поезија као рана неизрецивог, у Милутин Петровић, Стихија, Београд, 1983, 9-41. (предговор)
- Јасмина Лукић, Креативност деструкције, у Друго лице. Прилози читању новијег српског песништва, Београд, 1985, 57-87.
- Васа Павковић, Дно земље и плафон неба, Летопис Матице српске, 5, 1985, 772-785. (Стихија)
- Предраг Марковић, Трозубац или божанствена комедија поступка, Знак, 19, 1985, 46-48. (Стихија)
- Михајло Пантић, Обрнута лирика, Наша Борба, Свет књиге, I, 6-7, VI, 1988.
- Иван Негришорац, Смисао као оспоравање смисла: о поезији Милутина Петровића (I), Летопис Матице српске, 4, 1990, 449-468.
- Иван Негришорац, Смисао као оспоравање смисла: о поезији Милутина Петровића (II), Летопис Матице српске, 5, 1990, 671-687.
- Васа Павковић, Усамљенички поглед, НИН, 6. XII  1990, 44-46 („О”).
- Драган Грбић, Умножавање дволиког: проблем двојника и двојништва у поезији Милутина Петровића, Свеске, 8, 1991, 95-105.
- Јасмина Лукић, Полетети унакрст, Време, 4. V 1992, 50-51. (Књига)
- Радивоје Микић, Промена у језику поезије, Српски књижевни гласник, 5, 1992, 50-60.
- Портрет Милутина Петровића, Повеља, Краљево, 3-4, 1993, 5, 37-59. (Миодраг Павловић, Неговање невидљивог, 5; Драган Стојановић, Песник Милутин Петровић, 37-40; Јасмина Лукић, На листу хартије, 41-47; Радивоје Микић, Нова лирска синтакса, 48-50; Злата Коцић, Лет кроз црну рупу (Милутин Петровић:„О” и Наопако), 51-56; Саша Јеленковић, Расправа с Месецом Милутина Петровића, 57-59)
- Слободан Зубановић, Тежак песник или цитати за радикални лиризам, Летопис Матице српске, 6, 1993, 961-970.
- Бојан Ђорђевић, (Пре)егзистенција поетске имагинације, Реч, 22, VI 1996, 109-110. (Нешто имам)
- Даница Вукићевић, Нека ништа не остане или управник видног поља, Књижевна критика, лето-јесен, 1997, 168-170. (Нешто имам)
- Зоран Ђерић, Више од наклоности, Свеске, бр. 38, 1997, 163-165. (Нешто имам)
- Михајло Пантић, Шта читам и шта ми се догађа. О поезији Милутина Петровића, Наша Борба, 6-7, IV 1998.
- Добривоје Станојевић, Питање и дијалог, Реч, 45, V 1998, 135-137. (Наопако)
- Богдан А. Поповић, Говор фрагмената, НИН, 7. V 1998, 42-43. (Наопако)
- Бојана Стојановић Пантовић, Предмет бола, Повеља, VI 1998, 97-99. (Наопако)
- Душица Потић, Поезија промене, у Сведок песама. Есеји о савременим српским песницима, Београд, 2001, 72-79.
- Бранко Кукић, О поезији Милутина Петровића, Летопис Матице српске, 1-2, 2004.
- Слободан Зубановић, Нешто о књизи „О”, у Слик, Београд, Народна књига, Библиотека Случај, књига 47, 2005, 79-8.
- Борислав Радовић, Поводом Избора Милутина Петровића, у Милутин Петровић, Избор, Београд, 2007.
- Бојана Стојановић Пантовић, (Не)поверење у поезију, Политика, 1. III 2008, 16. (Против Поезије)
- Александар Б. Лаковић, Дијалошке психодоминанте (Милутин Петровић, Против Поезије, Београд, Рад, 2007), Књижевни лист, број 68-69, 1. април –1. мај 2008, 7-8. (Против Поезије)
- Гојко Божовић, Иза језика, Политика, 19. VII 2008, Културни додатак, 4. (Избор)
- Никола Живановић, Јасна поезија, Кораци, 8, 2008. (Против Поезије)